# 弗兰克·舍普克
弗兰克·舍普克（德語：Frank Schepke，1935年4月5日—2017年4月4日），德国男子赛艇运动员。他曾代表德国联队参加1960年夏季奥林匹克运动会赛艇比赛，获得男子八人单桨有舵手金牌。

## 家庭
哥哥克拉夫特·舍普克。